# Madarász Márk
Madarász Márk (Mosonmagyaróvár, 1995. november 24. –) magyar labdarúgó középpályás, aki a Gyirmót FC játékosa.
Az első futballista a Gyirmót FC történetében, aki tétmérkőzésen szereplő válogatott tagja lehetett.

## Pályafutása

### Klubcsapatokban

#### Gyirmót FC
2002-ben kezdet futballozni Jánossomorján, ahol végigjárta a korosztályos csapatokat. A 2010-11-es szezonban U16-os bajnokságot nyertek a klubbal. 2011-ben 16 évesen került be a Gyirmót utánpótlásába. 2013. március 3-án a Ceglédi VSE ellen mutatkozott be a felnőttek között a másodosztályban.  A mérkőzés 88. percében Erős Gábor helyére érkezett a pályára. 2014. április 19-én a Vasas SC ellen szerezte meg első gólját. A 2015-16-os szezonban megnyerték a másodosztályt, ezzel feljutottak az első osztályba. 2016. július 16-án a Mezőkövesd ellen debütált az első osztályban, kezdőként lépett pályára a 2-2-s döntetlennel végződő mérkőzésen. Október 29-én a Debreceni VSC ellen megszerezte első NB1-es gólját. A 71. percben a csereként beálló Márk technikailag nehéz, ám nagyon pontos lövéssel szépített Vass Patrik beadása után. Az élvonalban a 2016–2017-es idényben 27 találkozón lépett pályára és egy gólt szerzett.

#### Puskás AFC
2017. június 23-án az NB I-be frissen feljutó Puskás Akadémia szerződtette. A 2018–2019-es idény őszi felében a Zalaegerszegi TE csapatánál játszott kölcsönben, 2019 februárjában a szezon hátralevő részére a másodosztályú Győri ETO-nak adták kölcsön. A 2019-2020-as szezonra a másodosztályú Csákvári TK-hoz került, ugyancsak kölcsönbe. A 2020–2021-es idényben 14 góljával a Csákvár legeredményesebb játékosa volt, majd a következő szezont megelőzően a Mezőkövesd Zsóry csapatához igazolt.

### A válogatottban
2014 októberében meghívást kapott a magyar U20-as labdarúgó-válogatott összetartására, de sérülés miatt nem tudott részt venni. Decemberben viszont már tudott élni a lehetőséggel a spanyolországi edzőtáborban. 2015. október 9-én a magyar U21-es labdarúgó-válogatottban a kispadon kapott lehetőséget a portugál U21-es labdarúgó-válogatott ellen. 2016. szeptember 9-én a lengyel U21-es labdarúgó-válogatott ellen 1-1-s döntetlennel végződő mérkőzésen kezdőként lépett pályára és a 79. percig ott is maradt, amikor is Polgár Kristóf érkezett a helyére.

## Statisztika
2017. január 13-i állapotnak megfelelően.
| Klub             | Szezon           | Bajnokság | Bajnokság | Kupa  | Kupa  | Ligakupa | Ligakupa | Összesen | Összesen |
| Klub             | Szezon           | Mérk.     | Gólok     | Mérk. | Gólok | Mérk.    | Gólok    | Mérk.    | Gólok    |
| ---------------- | ---------------- | --------- | --------- | ----- | ----- | -------- | -------- | -------- | -------- |
| Gyirmót FC       | 2013–14          | 15        | 2         | 2     | 0     | 4        | 0        | 21       | 2        |
| Gyirmót FC       | 2014–15          | 26        | 7         | 3     | 1     | 1        | 1        | 30       | 9        |
| Gyirmót FC       | 2015–16          | 26        | 1         | 3     | 1     | –        | –        | 29       | 2        |
| Gyirmót FC       | 2016–17          | 17        | 1         | 3     | 1     | –        | –        | 19       | 2        |
| Összesen         | Összesen         | 84        | 11        | 11    | 3     | 5        | 1        | 100      | 15       |
| Karrier összesen | Karrier összesen | 84        | 11        | 11    | 3     | 5        | 1        | 100      | 15       |

## Sikerei, díjai
Gyirmót FC
- Másodosztályú bajnok: 2015–16